# Мазанти ди Сото (Парма)
Мазанти ди Сото је насеље у Италији у округу Парма, региону Емилија-Ромања.
Према процени из 2011. у насељу је живело 25 становника. Насеље се налази на надморској висини од 705 м.